# Saltos ornamentais nos Jogos Pan-Americanos de 2019 - Plataforma de 10 m individual feminino
A competição da plataforma de 10 m individual feminino é um dos eventos dos saltos ornamentais nos Jogos Pan-Americanos de 2019, em Lima. Foi disputada no Centro Aquático Nacional no dia 3 de agosto de 2019.

## Calendário
Horário local (UTC-5).
| Data        | Horário | Fase         |
| ----------- | ------- | ------------ |
| 3 de agosto | 10:00   | Preliminares |
| 3 de agosto | 19:00   | Finais       |

## Medalhistas
| Ouro   | CAN Meaghan Benfeito |
| Prata  | CAN Caeli McKay      |
| Bronze | MEX Alejandra Orozco |

## Resultados
| Posição           | Saltador           | Nacionalidade      | Preliminares | Preliminares | Final  | Final   |
| Posição           | Saltador           | Nacionalidade      | Pontos       | Posição      | Pontos | Posição |
| ----------------- | ------------------ | ------------------ | ------------ | ------------ | ------ | ------- |
| Medalha de ouro   | Meaghan Benfeito   | CAN Canadá         | 321.05       | 5            | 375.05 | 1       |
| Medalha de prata  | Caeli McKay        | CAN Canadá         | 340.70       | 2            | 365.70 | 2       |
| Medalha de bronze | Alejandra Orozco   | MEX México         | 351.20       | 1            | 356.10 | 3       |
| 4                 | Delaney Schnell    | USA Estados Unidos | 329.25       | 4            | 354.85 | 4       |
| 5                 | Amy Cozad          | USA Estados Unidos | 319.00       | 6            | 349.55 | 5       |
| 6                 | Gabriela Agúndez   | MEX México         | 330.45       | 3            | 327.00 | 6       |
| 7                 | Anisley García     | CUB Cuba           | 299.90       | 8            | 318.30 | 7       |
| 8                 | Ingrid Oliveira    | BRA Brasil         | 302.55       | 7            | 257.90 | 8       |
| 9                 | Andressa Bonfim    | BRA Brasil         | 263.70       | 9            | 233.20 | 9       |
| 10                | Viviana Uribe      | COL Colômbia       | 254.20       | 10           | 224.20 | 10      |
| 11                | Lisset Ramirez     | VEN Venezuela      | 215.45       | 12           | 216.85 | 11      |
| 12                | Arlenys Garcia     | CUB Cuba           | 215.80       | 11           | 210.75 | 12      |
| 13                | María Betancourt   | VEN Venezuela      | 214.70       | 13           |        |         |
| 14                | Valentina Quintero | COL Colômbia       | 175.15       | 14           |        |         |